# Рудка (Дунаевецкий район)
Рудка (укр. Рудка) — село в Дунаевецком районе Хмельницкой области Украины.
Население по переписи 2001 года составляло 859 человек. Почтовый индекс — 32421. Телефонный код — 3858. Занимает площадь 2,54 км². Код КОАТУУ — 6821887701.

## Местный совет
32421, Хмельницкая обл., Дунаевецкий р-н, с. Рудка